# Пежини (Великопольське воєводство)
Пежини (пол. Perzyny) — село в Польщі, у гміні Збоншинь Новотомиського повіту Великопольського воєводства.
Населення — 420 осіб (2011).
У 1975-1998 роках село належало до Зеленоґурського воєводства.

## Демографія
Демографічна структура станом на 31 березня 2011 року:
|          | Загалом | Допрацездатний вік | Працездатний вік | Постпрацездатний вік |
| -------- | ------- | ------------------ | ---------------- | -------------------- |
| Чоловіки | 190     | 40                 | 136              | 14                   |
| Жінки    | 230     | 48                 | 133              | 49                   |
| Разом    | 420     | 88                 | 269              | 63                   |